# Main-Tauber-Kreis
Main-Tauber-Kreis är ett distrikt i Baden-Württemberg, Tyskland.

## Infrastruktur
Genom distriktet passerar motorvägarna A3 och A81.
1. ↑  härlett från: Statistisches Landesamt Baden-Württemberg.[källa från Wikidata]
2. ↑  läs online, www.destatis.de .[källa från Wikidata]
3. ↑  hämtat från: tyskspråkiga Wikipedia.[källa från Wikidata]